# Te Devo Essa! Brasil
Te Devo Essa! Brasil foi um reality show de reformas produzido e exibido pelo SBT, em parceria com o Discovery Networks. É a versão brasileira do Te Devo Essa! Reforma das Estrelas, apresentado pelos irmãos Drew e Jonathan Scott, donos da franquia Property Brothers, conhecida popularmente no Brasil como Irmãos á Obra. Foi apresentado por Dony De Nuccio e Renato Mendonça.

## Formato
A cada episódio uma celebridade terá a oportunidade de expressar a sua profunda gratidão às pessoas que tiveram um grande impacto em suas vidas, surpreendendo-as com grandes e emocionantes reformas em suas casas. Todos os projetos executados serão coordenados e assinados pelo arquiteto Renato Mendonça. Durante a transformação, os famosos colocarão a mão na massa junto à equipe de Renato, opinando e escolhendo detalhes de cada parte do projeto. O objetivo é trazer um pouco da personalidade de cada um para o novo lar. Enquanto a reforma acontece, os donos das casas são afastados e só podem ver o resultado quando tudo estiver finalizado. A emoção de descobrir a sua casa com uma nova cara é uma das formas que as celebridades têm de retribuir todo o carinho e dedicação que receberam dessas pessoas.

## Episódios
O programa era transmitido aos sábados pelo SBT ás 21h30, substituindo o Esquadrão da Moda e depois reapresentado no Discovery Home & Health nas quintas-feiras ás 20h30. Teve alguns episódios reapresentados entre os dias 8 de janeiro e 12 de fevereiro de 2022, cobrindo o espaço deixado pelo Bake Off Brasil: A Cereja do Bolo, sendo substituído pelo Esquadrão da Moda, que voltaria a grade com novos episódios após dois anos sem produção e repaginado.
| Temporada | Temporada | Episódios | Episódios | Originalmente exibido | Originalmente exibido |
| Temporada | Temporada | Episódios | Episódios | Estreia da temporada  | Final da temporada    |
| --------- | --------- | --------- | --------- | --------------------- | --------------------- |
|           | 1         | 13        | 13        | 5 de junho de 2021    | 4 de setembro de 2021 |

| Número | N.º na temp. | Título                                | Dirigido por    | Exibição original    | Espectadores no Brasil (em pontos) |
| --- | ------------ | ------------------------------------- | --------------- | -------------------- | ---------------------------------- |
| 1 | 1            | "Marcos Pasquim"                      | Rafael Gessullo | 5 de junho de 2021   | 4,7                                |
| Marcos Pasquim, um dos atores mais conhecidos de sua geração e com fãs por todo o país, homenageia a mãe, Sueli. Para retribuir a mulher que fez de tudo por ele, Marcos convoca a equipe do Te Devo Essa! para fazer uma reforma visando reinventar o apartamento onde Pasquim viveu sua juventude. |              |                                       |                 |                      |                                    |
| 2 | 2            | "Eliana"                              | Rafael Gessullo | 12 de junho de 2021  | 3,9                                |
| Fabiana e Eliana são comadres e amigas inseparáveis há 30 anos. A apresentadora Eliana convoca Dony de Nuccio e Renato Mendonça para uma reforma que vai transformar o apartamento de Fabiana em um espaço moderno e luxuoso.                                                                        |              |                                       |                 |                      |                                    |
| 3 | 3            | "Marília Mendonça e Maiara e Maraísa" | Rafael Gessullo | 19 de junho de 2021  | 4,5                                |
| Marília Mendonça e Maiara & Maraísa reformaram a casa da assessora de imprensa delas, Silvia Colmenero |              |                                       |                 |                      |                                    |
| 4 | 4            | "Caio Castro"                         | Rafael Gessullo | 26 de junho de 2021  | 4,5                                |
| Caio Castro vai agradecer uma pessoa que fez a diferença em sua vida dando a ela a chance de ter uma reforma dos sonhos. Se trata do amigo e sócio, Sandro |              |                                       |                 |                      |                                    |
| 5 | 5            | "Cafú"                                | Rafael Gessullo | 3 de julho de 2021   | 4,3                                |
| O ex-jogador Cafú e Dirceu são amigos desde a infância, no Jardim Irene, onde jogavam bola juntos. Para celebrar essa amizade, Cafú se une a Dony de Nuccio e Renato Mendonça para criar um espaço de lazer onde Dirceu é o rei da festa.                                                            |              |                                       |                 |                      |                                    |
| 6 | 6            | "Natallia Rodrigues"                  | Rafael Gessullo | 17 de julho de 2021  | 3,9                                |
| O porto seguro da atriz Natallia Rodrigues sempre foi a irmã Nelise, que a acolheu em momentos decisivos. Para agradecer todo esse carinho, Natallia chama Dony de Nuccio e Renato Mendonça para reinventarem o apartamento da irmã.                                                                 |              |                                       |                 |                      |                                    |
| 7 | 7            | "Joelma"                              | Rafael Gessullo | 17 de julho de 2021  | 3,9                                |
| Uma amizade de quase 30 anos: a cantora Joelma e o maquiador Aroldosão parceiros e confidentes. Ela surpreende o amigo reformando o apartamento dele no centro de São Paulo com a ajuda de Dony de Nuccio e Renato Mendonça.                                                                         |              |                                       |                 |                      |                                    |
| 8 | 8            | "Padre Fábio de Melo"                 | Rafael Gessullo | 24 de julho de 2021  | 3,9                                |
| Padre Fábio de Melo encontrou no casal Maria e Antônio uma nova família. Ele retribui todo o carinho chamando Dony de Nuccio e Renato Mendonça para reformar a casa que o recebeu tantas vezes. |              |                                       |                 |                      |                                    |
| 9 | 9            | "Thammy Miranda"                      | Rafael Gessullo | 31 de julho de 2021  | 4,4                                |
| O apoio que recebeu do pai, o delegado aposentado Neto, e da madrasta, Tata, ajudou Thammy Miranda a ser quem ele é hoje. Chegou a hora dele retribuir todo esse carinho com uma reforma que vai transformar o apartamento do casal.                                                                 |              |                                       |                 |                      |                                    |
| 10 | 10           | "Fernando Fernandes"                  | Rafael Gessullo | 7 de agosto de 2021  | 3,2                                |
| Foi com a ajuda do amigo e preparador físico, Leandro, que o atleta Fernando Fernandes conseguiu quatro títulos mundiais de paracanoagem e chegou hora de retribuir. Com a ajuda de Dony de Nuccio e Renato Medonça, Fernando reforma a casa de Leandro.                                             |              |                                       |                 |                      |                                    |
| 11 | 11           | "Luciana Gimenez"                     | Rafael Gessullo | 14 de agosto de 2021 | 3,7                                |
| Desde que voltou a morar no Brasil, a apresentadora Luciana Gimenez tem Lorice como sua melhor amiga e companheira de todas as horas. Luciana se une a Dony de Nuccio e Renato Mendonça para repaginar o apartamento da amiga.                                                                       |              |                                       |                 |                      |                                    |
| 12 | 12           | "João Guilherme"                      | Rafael Gessullo | 21 de agosto de 2021 | 4,1                                |
| A atriz Tereza Convá, avó de João Guilherme, acompanhou o ator em quase todas as gravações, o preparou para testes e ensaios, e viu o talento do neto florescer. Dony de Nuccio e Renato Mendonça se juntam ao ator para reformar a casa da avó, palco de inúmeras recordações.                      |              |                                       |                 |                      |                                    |
| 13 | 13           | "Negra Li"                            | Rafael Gessullo | 28 de agosto de 2021 | 3,9                                |
| Depois do falecimento do irmão da cantora Negra Li, Gilson, ela procurava uma forma de ajudar os filhos dele. Negra Li se junta a Dony de Nuccio e Renato Mendonça para reformar radicalmente a casa dos sobrinhos.                                                                                  |              |                                       |                 |                      |                                    |

## Ocorridos
Durante as gravações de um episódio, a apresentadora da RedeTV! e convidada Luciana Gimenez, sofreu um acidente derrubando uma marreta no próprio pé. Apesar do susto, Luciana precisou apenas de um saco de gelo e permanece bem, segundo um comunicado da assessoria de imprensa da apresentadora.